# Szymon Wojtyna
Szymon Wojtyna (ur. 11 czerwca 1995 r.) – polski strzelec specjalizujący się w strzelaniu z pistoletu, srebrny medalista mistrzostw Europy juniorów.

## Życiorys
Studiował filologię angielską w Państwowej Wyższej Szkole Zawodowej w Nysie.
W 2015 roku zdobył srebrny medal mistrzostw Europy w Mariborze w rywalizacji drużynowej pistoletu dowolnego razem z Jerzym Pietrzakiem i Patrykiem Sakowskim. Indywidualnie zajął czwarte miejsce. Na Mistrzostwach Świata w Kairze w 2022 roku, wraz z Katarzyną Klepacz zdobył brązowy medal w konkurencji par mieszanych w pistolecie dowolnym na dystansie 50 metrów.